# Ryszard Bugajski
Ryszard Bugajski (Varsavia, 27 aprile 1943 – Varsavia, 7 giugno 2019) è stato un regista polacco.
Ha diretto 23 film e programmi televisivi dal 1972. Il suo film Przesłuchanie (1982), dopo essere stato bloccato dalla censura del suo paese per parecchi anni è stato presentato al Festival di Cannes 1990.

## Filmografia parziale

### Cinema
- Kobieta i kobieta (1980)
- Przesluchanie (1989)
- Saying Goodbye (1990)
- 2. Saying Goodbye (A Promise Broken) (1990)
- Clearcut (1991)
- Gracze (1995)
- Solidarnosc, Solidarnosc... - episodio "What Happened to Our Solidarity?" (2005)
- General Nil (2009)
- Uklad zamkniety (2013)
- Zacma (2016)